# 제6회 제주영화제
제6회 제주영화제는 2007년 9월 13일에 열린 시상식이다.

## 수상 및 후보

### 본선작
- 비노, 달리자 - 홍동명
- 소풍 - 민고은
- 쌍둥이들 - 문제용
- 알게 될 거야 - 김영제
- 기프트 - 이인의
- 아들의 것 - 이수진
- 엄마가 아들에게, 사랑을 담아 하이킥! - 이진영
- 피는 멈추지 않는다 - 김승현
- 굿 모닝 - 여광수
- 도시락 - 여명준
- 수박병아리 - 원종식
- 웃음을 잃어버린 아이 - 양선우
- 하루가 저물어가는 시간의 김씨 할아버지 - 나정인
- 불한당들 - 장훈
- 십분간 휴식 - 이성태
- 자전거 도둑 - 이걸기
- 친애하는 로제타 - 양해훈
- 강변북로 - 유성엽
- 동물농장 - 정민지
- 보도위의 남과여 - 김진호
- 성북항 - 신민재
- 한 - 나홍진
- 락큰롤에 있어 중요한 것 세가지 - 정병길
- 아스라이 - 김삼력
- 궁금해요 그대 팬티 - 이진우
- 민요 삼총사 - 이호경
- 수다쟁이들 - 고태정
- 순간을 믿어요 - 전현구
- 따로 또는 같이 - 이주희
- 카바넷을 찾아서 - 김정인

### 제주트멍
- 아라한 장풍대작전 - 류승완
- 피도 눈물도 없이 - 류승완
- 짝패 - 류승완
- 죽거나 혹은 나쁘거나 - 류승완
- 선물 - 김성규
- 안녕, 미스터 손 - 김광민
- 은하수를 보내며 - 남원교
- 처음처럼 - 조예솔 외 2명